# Masacrul de la Bucea
Masacrul de la Bucea (în ucraineană Бучанська різанина, transliterat: Buchanska rizanyna; în rusă Резня в Буче, transliterat Reznya v Buche) a fost uciderea în masă a civililor ucraineni și a prizonierilor de război de către Forțele Armate Ruse în timpul luptei pentru și ocupării orașului Bucea, ca parte a invaziei rusești din Ucraina. Dovezile fotografice și video ale masacrului au apărut la 1 aprilie 2022, după retragerea forțelor ruse din oraș.
Potrivit autorităților locale, 458 de cadavre au fost recuperate din oraș, inclusiv nouă copii sub vârsta de 18 ani; dintre victime, 419 persoane au fost ucise cu arme, iar 39 par să fi murit din cauze naturale, posibil legate de ocupație. Înaltul Comisar al ONU pentru Drepturile Omului a documentat uciderea ilegală, inclusiv execuții sumare, a cel puțin 73 de civili din Bucea. Fotografiile au arătat cadavre de civili, aliniați cu mâinile legate la spate, împușcați de la mică distanță. O anchetă a Radio Europa Liberă a raportat utilizarea unui subsol de sub un camping ca cameră de tortură. Multe cadavre au fost găsite mutilate și arse, iar fete de doar paisprezece ani au raportat că au fost violate de soldații ruși. În conversațiile interceptate, soldații ruși au denumit aceste operațiuni care implicau vânarea oamenilor în liste, filtrarea, torturarea și executarea drept zachistka („curățare”). Ucraina a solicitat Curții Penale Internaționale să investigheze ceea ce s-a întâmplat la Bucea, ca parte a anchetei sale în curs privind invazia, pentru a determina dacă au fost comise o serie de crime de război sau crime împotriva umanității de către Rusia.
Autoritățile ruse au negat responsabilitatea și au susținut, în schimb, că Ucraina a falsificat înregistrări ale evenimentului sau a înscenat crimele ca o operațiune sub steag fals, și au susținut că înregistrările și fotografiile cadavrelor au fost o „punere în scenă”. Aceste afirmații ale autorităților ruse au fost dezmințite ca fiind false de diverse grupuri și organizații media. În plus, relatările martorilor oculari de la locuitorii din Bucea au afirmat că Forțele Armate Ruse au executat crimele.

## Context
Ca parte a invaziei din 2022 din Ucraina, armata rusă a intrat în Ucraina din Belarus. Una dintre mișcările inițiale a fost o înaintare spre capitala ucraineană Kiev, în cadrul căreia o coloană uriașă de vehicule militare s-a deplasat spre sud, spre oraș. La 27 februarie 2022, forțele ruse de avansare s-au deplasat în orașul Bucea, acesta fiind una dintre primele zone periferice ale Kievului cucerite de forțele ruse. Potrivit serviciilor de informații militare ucrainene, forțele ruse care ocupau orașul Bucea inculdea Brigada 64 motorizată, condusă de locotenent-colonelul Azatbek Omurbekov⁠(d), parte a Armatei 35 de Arme Combinate.
La sfârșitul lunii martie, înainte de retragerea Rusiei din Kiev, procurorul general al Ucrainei Irîna Venediktova, a declarat că procurorii ucraineni au colectat dovezi privind 2 500 de cazuri suspecte de crime de război comise de Rusia în timpul invaziei și au identificat „câteva sute de suspecți”. Matilda Bogner, șefa Misiunii ONU de monitorizare a drepturilor omului în Ucraina, și-a exprimat, de asemenea, îngrijorarea cu privire la documentarea exactă a victimelor civile, în special în regiunile și orașele aflate sub foc intens, subliniind lipsa electricității și a comunicațiilor fiabile.
Sub atacul armatei ucrainene, trupele ruse din zona Bucea s-au retras spre nord, ca parte a retragerii generale a Rusiei din zona Kievului. Forțele ucrainene au intrat în Bucea pe 1 aprilie 2022.

## Rapoarte

### În timpul ofensivei rusești
Potrivit The Kyiv Independent⁠(d), la 4 martie, forțele ruse au ucis trei civili ucraineni neînarmați care se întorceau cu mașina de la livrarea de alimente unui adăpost pentru câini. La 5 martie, în jurul orei 7:15, o pereche de mașini în care se aflau două familii care încercau să scape au fost reperate de soldații ruși în timp ce vehiculele virau pe strada Chkalova. Forțele ruse au deschis focul asupra convoiului, omorând un bărbat din al doilea vehicul. Mașina din față a fost lovită de focuri de mitralieră, ucigând instantaneu doi copii și pe mama lor.
Primarul orașului, Anatoliy Fedoruk⁠(d), a declarat presei despre crimele de război din oraș înainte de recucerirea acestuia. La 7 martie, el a comparat situația din Bucea cu un „coșmar” într-un interviu cu Associated Press, spunându-le reporterilor că „nici măcar nu putem strânge cadavrele, deoarece bombardamentele cu arme grele nu încetează nici ziua, nici noaptea. Câinii dezmembrează cadavrele pe străzile orașului." Într-un interviu din 28 martie cu Adnkronos⁠(d), Fedoruk a declarat că forțele ruse se fac vinovate de crime împotriva umanității. El a evocat «un plan de teroare împotriva populației civile» și a susținut că «aici, în Bucea, vedem toate ororile despre care am auzit că ar fi crime comise de naziști în timpul celui de-Al Doilea Război Mondial».

### După retragerea Rusiei

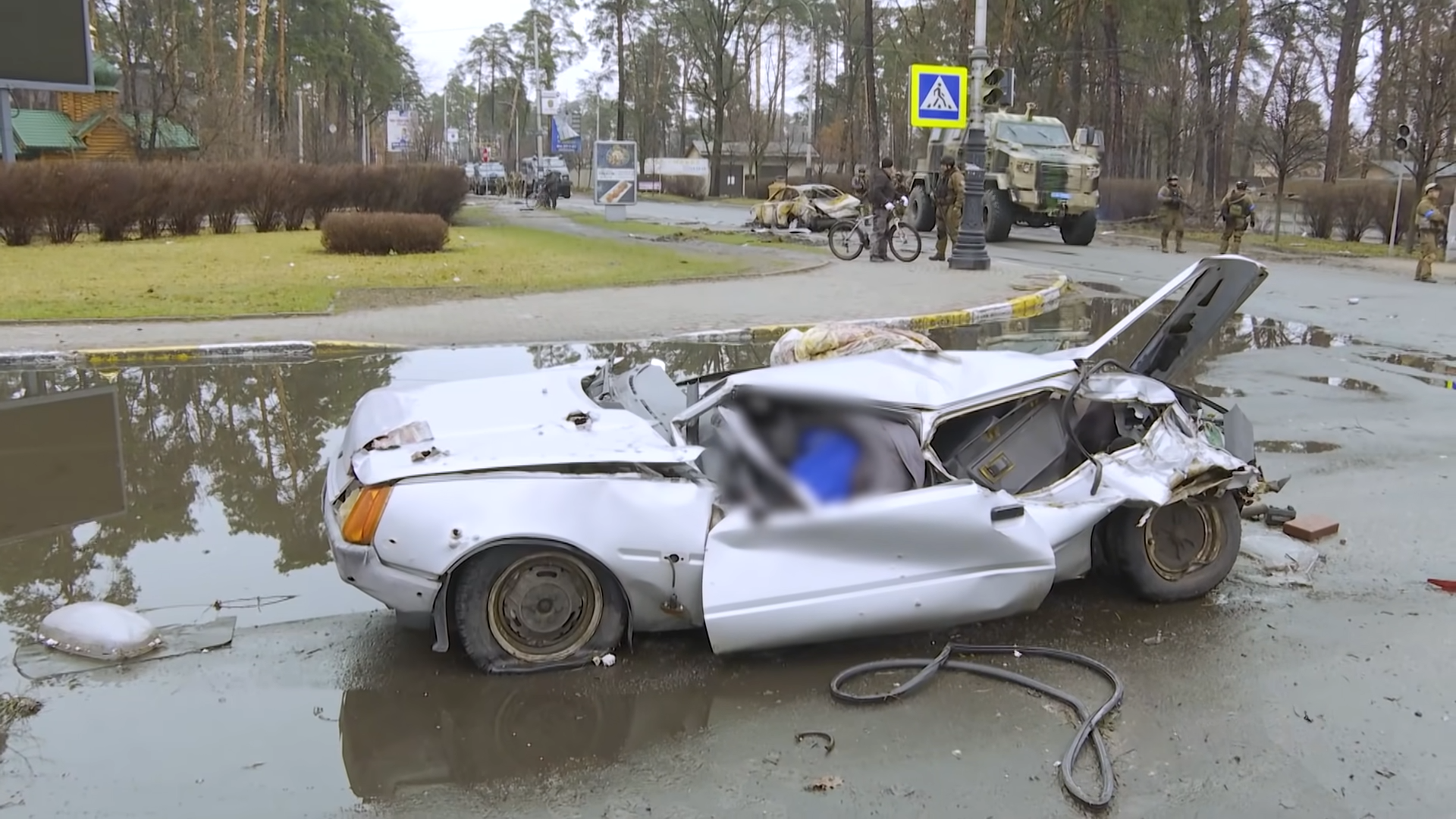
Un cadavru în interiorul unei mașini distruse în Bucea, 2 aprilie 2022

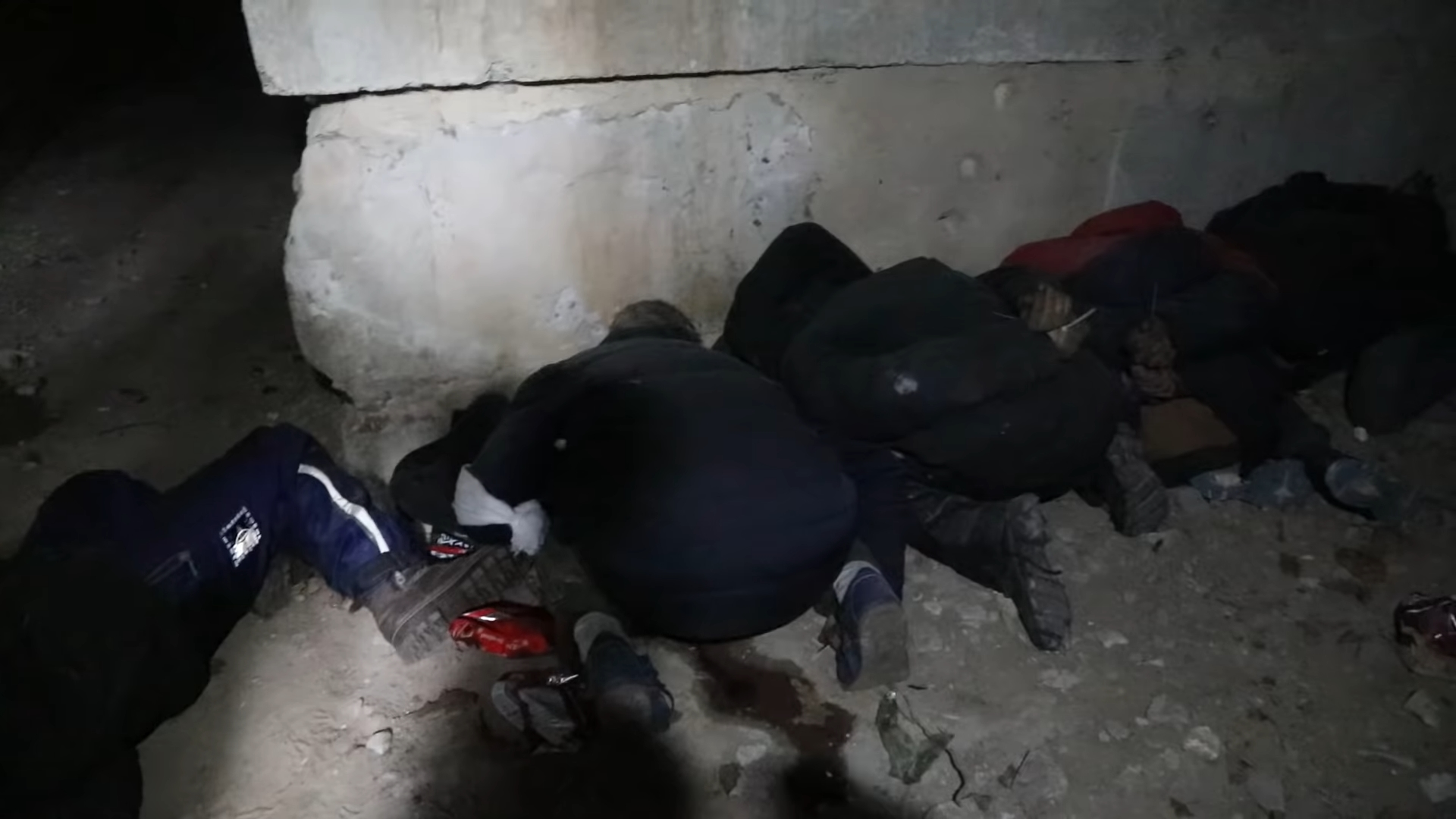
Civili executați cu încheieturile mâinilor legate cu cătușe de plastic, într-un subsol din Bucea, 3 aprilie 2022

La 1 aprilie 2022, după retragerea Rusiei, au fost postate pe rețelele de socializare înregistrări video care arătau victime civile în masă. Potrivit primarului Fedoruk, „sute de soldați ruși” erau, de asemenea, printre cadavrele găsite în regiune. Ulterior, au apărut și alte dovezi care păreau să arate crime de război comise de forțele ruse în timp ce ocupau regiunea. Soldați ai Forțelor de Apărare Teritorială din Ucraina au declarat că au găsit optsprezece cadavre mutilate de bărbați, femei și copii în subsolul unei tabere de vară din Zabuchchya, lângă Bucea. Unul dintre soldați a declarat că unele dintre cadavre prezentau urechi tăiate sau dinți extrași și că trupurile fuseseră scoase cu o zi înainte de interviu. Imaginile difuzate de armata ucraineană păreau să arate o cameră de tortură în subsol. Un raport al Radio Free Europe/Radio Liberty, o organizație media finanțată de statul american, a descris subsolul drept o „pivniță de execuție” folosită de forțele ruse.
Jurnaliștii care au intrat în oraș au descoperit cadavrele a mai mult de o duzină de persoane în haine civile. Fedoruk a declarat că toate aceste persoane fuseseră împușcate în ceafă. Cadavrele altor civili uciși au fost lăsate pe drum. Oficialii ucraineni au declarat că femeile fuseseră violate și corpurile lor arse. Un raport publicat de The Kyiv Independent a inclus o fotografie și informații despre un bărbat și două sau trei femei goale sub o pătură, ale căror corpuri soldații ruși au încercat să le ardă pe marginea unui drum înainte de a fugi. Fotografiile arată că forțele ruse au ales și au ucis în mod organizat bărbați civili ucraineni, multe cadavre fiind găsite cu mâinile legate la spate. Multe dintre victime păreau să își fi văzut de rutina zilnică, cărând sacoșe de cumpărături. Alte imagini arătau un bărbat mort lângă o bicicletă.
CNN, BBC, și AFP au publicat documente video cu numeroși civili morți pe străzile și în curțile din Bucea, unii dintre ei având mâinile sau picioarele legate. La 2 aprilie, un reporter AFP a declarat că a văzut cel puțin 20 de cadavre de civili de sex masculin zăcând pe străzile din Bucea, două dintre cadavre având mâinile legate. BBC News a declarat că unii au fost împușcați în tâmplă, iar unele cadavre au fost călcate de un tanc. La 5 aprilie, jurnaliștii Associated Press au văzut cadavre carbonizate pe o stradă rezidențială din apropierea unui loc de joacă din Bucea, inclusiv unul cu o gaură de glonț în craniu, și cadavrul ars al unui copil. La aceeași dată, The Washington Post a raportat că anchetatorii ucraineni au găsit dovezi de tortură, decapitare, mutilare și incinerare a cadavrelor. Corpul a cel puțin unuia dintre cei uciși a fost minat și transformat într-o capcană cu sârme. Sătenii care au fost rugați să ajute la identificarea unui cadavru decapitat au relatat că soldați ruși beți le-au povestit despre efectuarea de acte sadice împotriva ucrainenilor.
Până la 9 aprilie, criminaliștii ucraineni au început să recupereze cadavre din gropi comune, cum ar fi la Biserica Sfântului Apostol Andrei. La 21 aprilie, Human Rights Watch a publicat un raport amplu care rezuma propria investigație din Bucea, implicând trupele ruse în execuții sumare, alte omoruri ilegale, dispariții forțate și tortură. De asemenea, a îndemnat autoritățile ucrainene să păstreze dovezile și să coopereze cu Curtea Penală Internațională pentru a consolida viitoarele urmăriri penale pentru crime de război. Până la 24 aprilie, The Guardian a raportat că zeci de cadavre aveau în ele flechette. Martori oculari anonimi din Bucea raportaseră anterior că artileria rusă a tras cu cartușe cu flechette, folosind obuze care transportă până la 8.000 de flechette fiecare, potrivit The Guardian. Utilizarea unor astfel de arme nediscriminatorii în zone cu civili reprezintă o încălcare a dreptului umanitar.

### Mărturii de la locuitori
Locuitorii și primarul orașului au declarat că victimele au fost ucise de trupele ruse. Aceștia au indicat că mulți dintre supraviețuitori s-au ascuns de ruși în subsoluri, prea speriați pentru a ieși afară. Unii dintre ei nu au avut lumină sau electricitate timp de săptămâni, folosind lumânări pentru încălzirea apei și gătit. Ei au ieșit din ascunzătoare doar atunci când a fost clar că rușii au plecat, salutând sosirea trupelor ucrainene.
BBC și The Guardian au citat relatări ale martorilor oculari, de la locuitorii din Bucea și din satele din apropiere Obuhovîci și Ivankiv, cu privire la utilizarea de către trupele ruse a civililor drept scuturi umane în timp ce erau atacați de soldații ucraineni.
The Economist a relatat o relatare a unui supraviețuitor al unei execuții în masă. După ce a rămas blocat la un punct de control când acesta a fost atacat de artileria rusă, bărbatul a fost capturat de soldații ruși, împreună cu muncitorii în construcții cu care se refugiase la punctul de control. Soldații i-au mutat într-o clădire din apropiere, folosită ca bază rusească, i-au percheziționat, i-au bătut și i-au torturat, apoi i-au dus într-o parte a clădirii pentru a-i împușca și a-i ucide. Bărbatul a fost împușcat în lateral, dar a supraviețuit făcând pe mortul și fugind ulterior într-o casă din apropiere.
În urma retragerii forțelor ruse, locuitorii au descris, vorbind cu Human Rights Watch (HRW), tratamentul aplicat oamenilor din oraș în timpul ocupației: Soldații ruși mergeau din ușă în ușă, interogau oamenii, le distrugeau bunurile și le jefuiau hainele pentru a le purta ei înșiși. HRW a auzit relatări conform cărora se trăgea asupra civililor atunci când aceștia ieșeau din casele lor pentru a lua apă și alimente, iar trupele ruse le ordonau să se întoarcă în casele lor, în ciuda lipsei unor bunuri de primă necesitate, precum apă și căldură, din cauza distrugerii infrastructurii locale. Au existat, de asemenea, relatări conform cărora vehiculele armate rusești ar fi tras în mod arbitrar în clădirile din oraș și că trupele rusești au refuzat ajutorul medical civililor răniți. O groapă comună a fost săpată pentru victimele locale, iar trupele au efectuat execuții extrajudiciare. Un purtător de cuvânt al HRW a declarat că a documentat cel puțin un „caz indubitabil” de execuție sumară de către soldații ruși pe 4 martie.
Potrivit unui raport publicat de The New York Times, soldații ruși au ucis locuitorii orașului „în mod nechibzuit și uneori sadic” în cadrul unei „campanii de teroare”. Lunetiștii ruși au ucis civili care nu bănuiau nimic. O femeie ucraineană a fost răpită de ruși, ținută într-o pivniță, violată în mod repetat și apoi executată. Un alt grup de femei și fete a fost închis într-un subsol timp de aproape o lună; nouă dintre ele au rămas ulterior însărcinate. Persoane executate cu mâinile legate la spate au fost găsite în tot orașul, indicând faptul că mai multe unități militare rusești au executat crimele.
Potrivit unui locuitor din Kiev, care a fost prezent la sediul din Bucea al forțelor de apărare teritorială, soldații ruși au verificat documentele și i-au ucis pe cei care au participat la războiul din regiunea ucraineană Donbas. Acesta a declarat că trupele ruse au ucis persoane cu tatuaje asociate cu grupuri de dreapta, dar și pe cele cu tatuaje cu simboluri ucrainene. Potrivit relatării sale, în ultima săptămână a ocupației, luptătorii ceceni kadîroviți trăgeau în fiecare civil pe care îl întâlneau. Un alt locuitor a raportat că soldații ruși verificau telefoanele mobile ale civililor, pentru a găsi dovezi de activitate antirusească, înainte de a lua civilii sau de a-i împușca.
Un martor a declarat pentru Radio Europa Liberă/Radio Liberty că rușii „omorau oamenii sistematic. Am auzit personal cum un lunetist se lăuda că a „omorât” doi oameni pe care i-a văzut în ferestrele apartamentelor.... Nu era nevoie. Nu exista nicio justificare militară pentru a ucide. Era vorba doar de torturarea civililor. Pe alte străzi, oamenii au fost torturați cu adevărat. Au fost găsiți cu mâinile legate la spate și împușcați în ceafă”. Localnicii au afirmat că asasinatele au fost deliberate și mulți au raportat că, în mai multe cazuri, lunetiștii ar fi împușcat civili fără un motiv clar.
Lîudmîla Denisova⁠(d), comisarul ucrainean pentru drepturile omului la acea vreme, a declarat că violența sexuală împotriva civililor a fost folosită ca armă de către soldații ruși ca parte a ceea ce ea a numit „genocidul poporului ucrainean”. Potrivit lui Denisova, începând cu data de 6 aprilie 2022, o linie telefonică specială de asistență primise cel puțin 25 de rapoarte de violuri ale femeilor și fetelor din Bucea, cu vârste cuprinse între 14 și 24 de ani.

### Înregistrare video
O înregistrare video, realizată de o dronă și verificată de The New York Times, a arătat două vehicule blindate rusești trăgând asupra unui civil care mergea cu o bicicletă. O înregistrare video separată, filmată după retragerea rușilor, a arătat o persoană moartă, îmbrăcată în civil, care se potrivește cu cea filmată de dronă, zăcând lângă o bicicletă.
La 19 mai, The New York Times a publicat înregistrări video care arată cum soldați ruși îndepărtează un grup de civili, apoi îi forțează să se culce la pământ. Cadavrele bărbaților au fost înregistrate ulterior de o dronă ca fiind în același loc înregistrat pe filmare, iar cadavrele au fost găsite ulterior după eliberarea orașului Bucea. Videoclipurile îi arată clar pe bărbații uciși în custodia rușilor cu câteva minute înainte de execuție și confirmă relatările martorilor oculari. Trupele responsabile de crime au fost parașutiști ruși.

## Număr de decese raportate

### În oraș

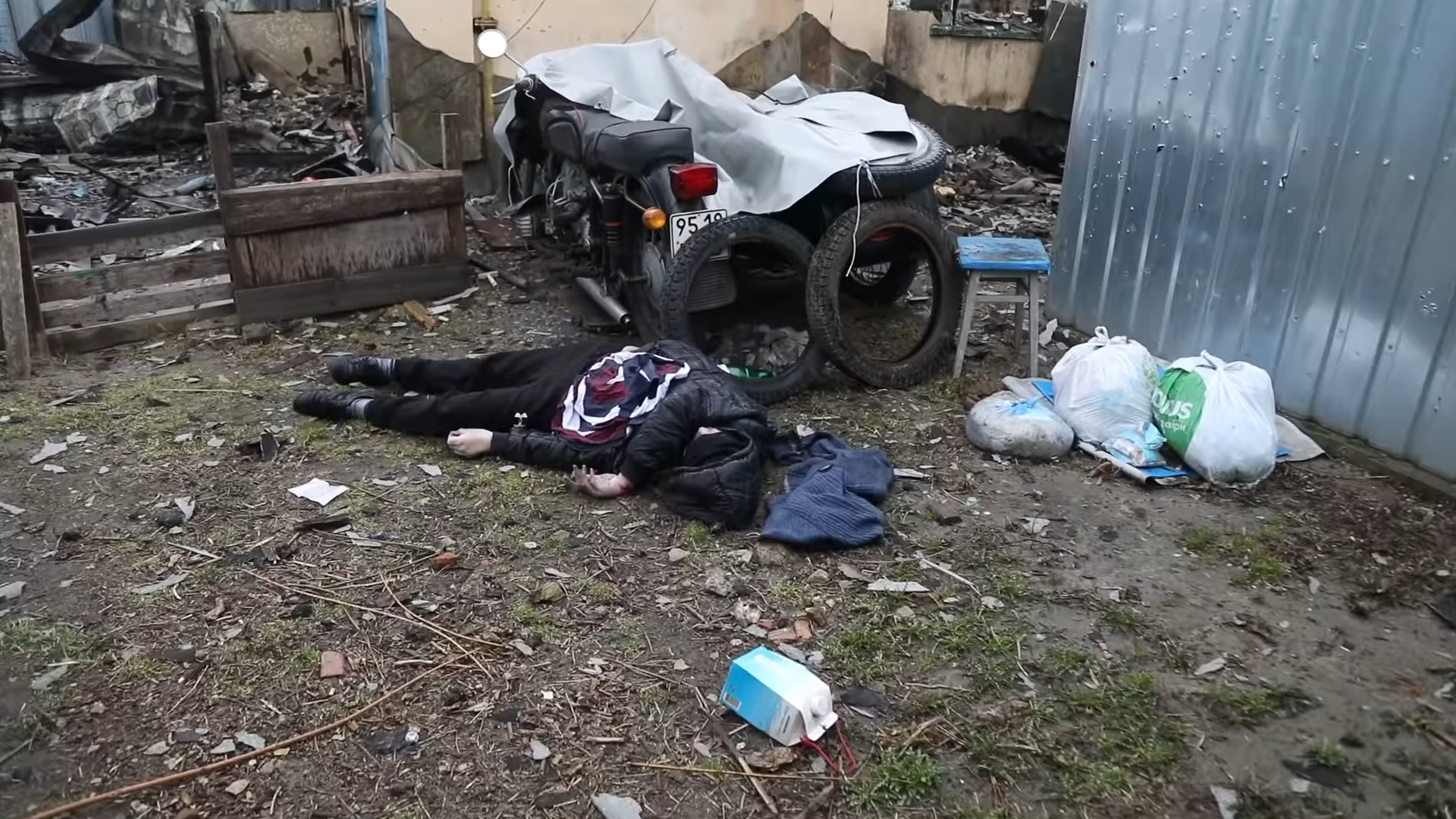
O femeie ucraineană ucisă în Bucea, aprilie 2022

Potrivit primarului Fedoruk, cel mai mare număr de omoruri comise de forțele ruse au avut loc în zonele Yablonska, Sklozavodska și Lisova Bucea din Bucea, și în special pe străzile Yablunska și Vokzalna. Fedoruk a declarat că cel puțin 280 de persoane din oraș au trebuit să fie îngropate în gropi comune. Locuitorii locali au trebuit să îngroape alte 57 de cadavre într-o altă groapă comună. Serhiy Kaplishny, un medic legist local care a fugit, dar s-a întors, a declarat că, până la 3 aprilie, echipa sa a colectat mai mult de 100 de cadavre în timpul și după lupte (inclusiv decese ale soldaților și decese din cauze naturale). Kaplishny a declarat că, înainte de a pleca, a angajat un operator de excavator pentru a săpa o groapă comună lângă biserică, deoarece morga nu a putut refrigera cadavrele din cauza lipsei de electricitate, și „A fost o oroare”. El a mai spus că, de la întoarcere, a ridicat 13 cadavre de civili care aveau brațele legate și au fost împușcați de la mică distanță. La 4 aprilie, numărul exact al persoanelor ucise era încă necunoscut. Fedoruk a declarat că cel puțin 300 de persoane au fost găsite moarte imediat după masacru. Într-un interviu acordat Reuters, viceprimarul Taras Shapravskyi a declarat că 50 dintre victime au fost executate extrajudiciar. Cifra de 300 a fost revizuită ulterior la 403 la 12 aprilie.
Ministrul Apărării, Oleksii Reznikov⁠(d), a declarat: „Numai în Bucea, numărul morților este deja mai mare decât în Vukovar”, referindu-se la uciderea a sute de civili croați și prizonieri de război în timpul Războiului de Independență al Croației. La 13 aprilie 2022, BBC News a publicat un articol care spunea că „cel puțin 500 de morți au fost găsiți de când rușii au părăsit” Bucea.  La 29 iunie, Înaltul Comisar al ONU pentru Drepturile Omului a documentat uciderea ilegală, inclusiv execuții sumare, a cel puțin 50 de civili în Bucea. În decembrie 2022, acest număr a crescut la cel puțin 73, alte 105 decese fiind în curs de investigare. La 8 august 2022, oficialii au făcut publică o numărătoare a deceselor civililor numai în orașul Bucea: 458 de cadavre - 419 cu semne de împușcare, tortură sau traume violente - și 39 din cauze aparent naturale, dar care sunt analizate pentru a se stabili legătura lor cu ocupația rusă. 366 erau de sex masculin, 86 de sex feminin și cinci de sex necunoscut din cauza stării lor. Nouă erau copii. 50 de cadavre au rămas neidentificate, împreună cu părți ale corpului și cenușă.

### La nivel regional
La 16 mai 2022, BBC News a raportat că mai mult de 1.000 de civili au fost uciși în regiunea Bucea în cursul lunii sub ocupație rusă; majoritatea nu au murit din cauza șrapnelului sau a bombardamentelor. Mai mult de 650 au fost împușcați mortal de soldații ruși. La 13 iunie 2022, autoritățile ucrainene au declarat că 1.316 cadavre au fost descoperite în regiunea Kiev, inclusiv Bucea, de la retragerea Rusiei. În aceeași zi, alte șapte victime au fost recuperate dintr-un mormânt din pădure. Două dintre acestea aveau mâinile legate la spate și aveau răni prin împușcare la genunchi, ceea ce, potrivit poliției locale, indica tortură. Agenția pentru drepturile omului a verificat, de asemenea, că între 24 februarie și 31 martie cel puțin 482 de clădiri rezidențiale au fost avariate sau distruse în orașele Bucea, Irpin și Hostomel . 

### Victime notabile
Vitaliy Vinohradov, decanul academic al Seminarului Evanghelic Slavic din Kiev, s-a numărat printre morții din Bucea. Corpul lui Zoreslav Zamoysky, un jurnalist local independent, a fost de asemenea găsit în Bucea, și a fost ulterior îngropat în satul Barahtî. Omul de afaceri și fostul candidat la alegerile prezidențiale din Ucraina din 2004, Oleksandr Rzhavskyy,⁠(d) a fost ucis în Bucea, la proprietatea sa. Rzhavskyy a fost remarcat anterior ca fiind un politician pro-rus, a criticat guvernul ucrainean post-2014 și l-a lăudat pe Vladimir Putin. Potrivit fiicei sale, acesta fusese răpit de două ori de la moșia sa de către soldați ruși care au cerut o răscumpărare și, în timpul unei beții, l-au împușcat mortal.

## Unități rusești implicate
Presa ucraineană a publicat numele soldaților ruși despre care susțineau că au avut baza la Bucea în timpul ocupației. La 6 aprilie 2022, CNN a citat un oficial american anonim care a declarat că identificarea unităților ruse implicate în atrocitățile de la Bucea era „o prioritate extrem de mare” pentru agențiile de informații americane, care au folosit toate instrumentele și mijloacele disponibile în activitatea lor și erau „în punctul de a «restrânge» responsabilitatea”. Potrivit unui raport din Der Spiegel, Serviciul Federal de Informații al Germaniei (BND) a informat parlamentarii la 6 aprilie 2022 cu privire la interceptările radio ale soldaților ruși din zona de nord a Kievului, legându-le de atrocitățile specifice din Bucea. Potrivit raportului, BND a furnizat dovezi că un regiment aeropurtat și o unitate militară au fost inițial responsabile de crime, iar ulterior Grupul Wagner a jucat un rol principal în atrocități. BND a declarat că uciderile nu au fost considerate excepționale de către soldații care le-au discutat și, potrivit unor surse familiare cu interceptările, atrocitățile au devenit un element standard al activității militare ruse.
Activiștii ucraineni au afirmat că Brigada 64 motorizată, aflată sub comanda lt. col. Azatbek Omurbekov, parte a Armatei 35 a Districtului Militar de Est, ocupa Bucea în momentul în care au avut loc atrocitățile. Diverse grupuri ucrainene au folosit informații din surse deschise pentru a identifica unitatea 64 ca făcând parte din forțele de ocupație, într-un efort de a-i găsi pe cei responsabili. Ukrayinska Pravda⁠(d), citând Direcția ucraineană de informații, a declarat că unitatea 64 a fost retrasă din zonă, cu intenția de a se întoarce în Ucraina, pe frontul de la Harkov. În plus, două unități de ceceni kadîroviți, una din Forța Specială de Răspuns Rapid ( SOBR⁠(d)) și o forță paramilitară de control al revoltelor cunoscută sub numele de OMON⁠(d), au fost implicate în ocuparea militară a Bucei și a satelor din apropiere. La 19 mai 2022, The New York Times a raportat că documentele recuperate în care au fost executați ucraineni aparțineau Regimentului 104 de Asalt Aerian și Regimentului 234 de Asalt Aerian. O investigație a Associated Press a dezvăluit că Divizia 76 de Asalt Aerian conducea cartierul general al ocupației ruse de pe strada Yablunska 144, de unde a fost coordonată operațiunea de curățare a Bucea. Procurorii ucraineni îi urmăresc pe comandant, general-maior Serghei Chubarykin, și pe șeful său, general-colonel Alexander Chaiko⁠(d), pentru responsabilitatea lor în operațiune.

## Investigații

### Ucraina

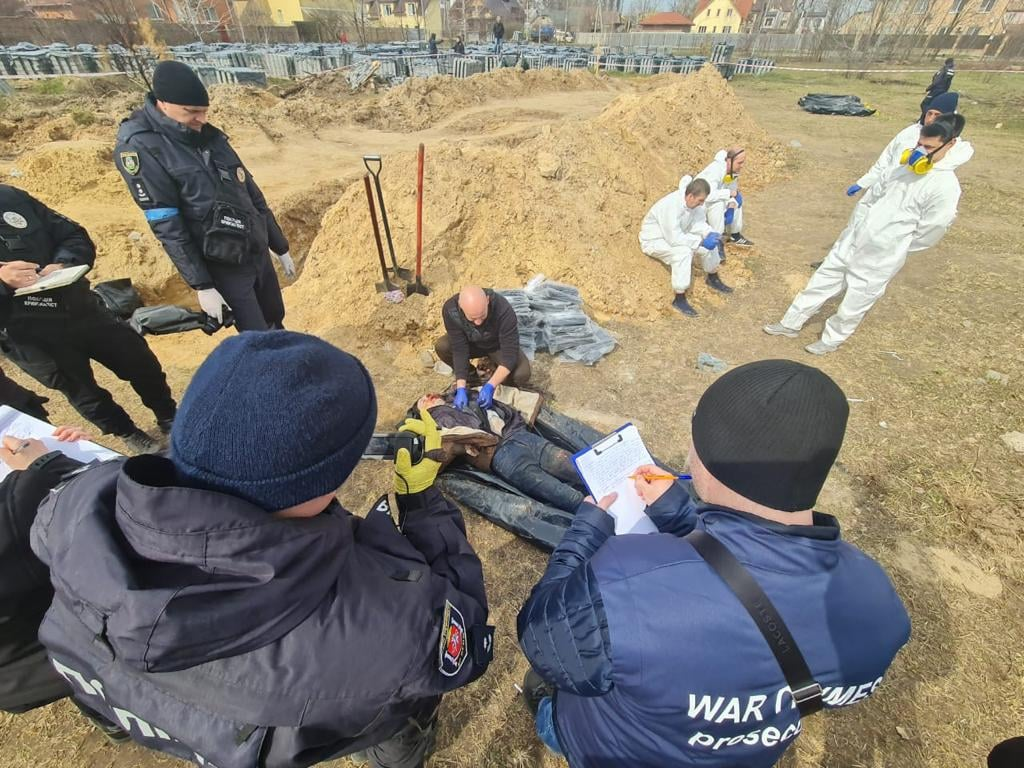
Exhumarea victimelor unei gropi comune din Bucea

Ministerul de Externe a solicitat ca ancheta Curții Penale Internaționale în Ucraina să trimită investigatori la Bucea și în alte zone din regiunea Kiev. Ministrul de externe Dmîtro Kuleba a solicitat, de asemenea, altor grupuri internaționale să colecteze dovezi.

### Rusia
Rusia a solicitat o reuniune extraordinară a Consiliului de Securitate al Organizației Națiunilor Unite, în cadrul căruia este unul dintre cei cinci membri permanenți, pentru a aborda ceea ce a numit o „provocare odioasă a radicalilor ucraineni”, filmarea cadavrelor din Bucea, despre care a afirmat că a fost pusă în scenă. Alexander Bastrykin, șeful Comitetului de Investigații al Rusiei, a ordonat o anchetă asupra a ceea ce a numit o „provocare ucraineană”, acuzând autoritățile ucrainene de răspândirea unor „informații deliberat false” cu privire la acțiunile forțelor armate ruse.

### Amnesty International
La 6 mai 2022, Amnesty International a publicat rezultatele investigației sale privind masacrul. Aceasta a concluzionat că forțele ruse s-au făcut vinovate de atacuri ilegale și de uciderea intenționată a civililor în Bucea, Andriivka, Zdvîjivka și Vorzel. Numai în Bucea, au fost confirmate 22 de cazuri diferite de ucidere de către forțele ruse. Amnesty International a făcut apel la Curtea Penală Internațională pentru a-i aduce pe făptași în fața justiției:
„Toți cei responsabili pentru crime de război ar trebui să fie trași la răspundere penală pentru acțiunile lor. Conform doctrinei responsabilității comandantului, superiorii ierarhici - inclusiv comandanții și liderii civili, cum ar fi miniștrii și șefii de stat - care știau sau aveau motive să știe despre crimele de război comise de forțele lor, dar nu au încercat să le oprească sau să îi pedepsească pe cei responsabili, ar trebui, de asemenea, să fie trași la răspundere penală.”

### The New York Times
La 22 decembrie 2022, The New York Times a publicat rezultatele investigației sale privind masacrul. Ancheta vizuală de opt luni a ziarului a concluzionat că autorii masacrului de pe strada Yablunska au fost parașutiști ruși din Regimentul 234 de Asalt Aerian (parte a Diviziei 76 de Asalt Aerian) condus de locotenent-colonelul Artyom Gorodilov.

## Reacții

### Ucraina
Ministrul de externe Kuleba a descris evenimentele drept un „masacru deliberat”. El a declarat că Rusia a fost „mai rea decât ISIS” și că forțele ruse au fost vinovate de crimă, tortură, viol și jaf. De asemenea, Kuleba a îndemnat țările G7 să impună sancțiuni suplimentare „devastatoare”.
Într-un interviu acordat Bild, primarul Kievului, Vitali Klitschko, a declarat că „ceea ce s-a întâmplat în Bucea și în alte suburbii ale Kievului poate fi descris doar ca genocid” și l-a acuzat pe președintele rus Vladimir Putin de crime de război. Președintele ucrainean Volodîmîr Zelenski a vizitat zona la 4 aprilie 2022, pentru a vedea cu ochii lui atrocitățile raportate în Bucea.
Vorbind în fața Consiliului de Securitate al Organizației Națiunilor Unite la 5 aprilie, Zelenski a declarat că masacrul a fost „din păcate, doar un exemplu a ceea ce ocupanții au făcut pe teritoriul nostru în ultimele 41 de zile”, și că „tancurile rusești au zdrobit oameni «de plăcere»”. El a cerut ca Rusia să fie trasă la răspundere pentru acțiunile armatei sale și să-și piardă poziția în Consiliul de Securitate.
La 14 aprilie 2022, Rada Supremă (Parlamentul Ucrainei) a recunoscut acțiunile Rusiei în Ucraina drept genocid și a citat masacrul ca exemplu.

### Organizații internaționale

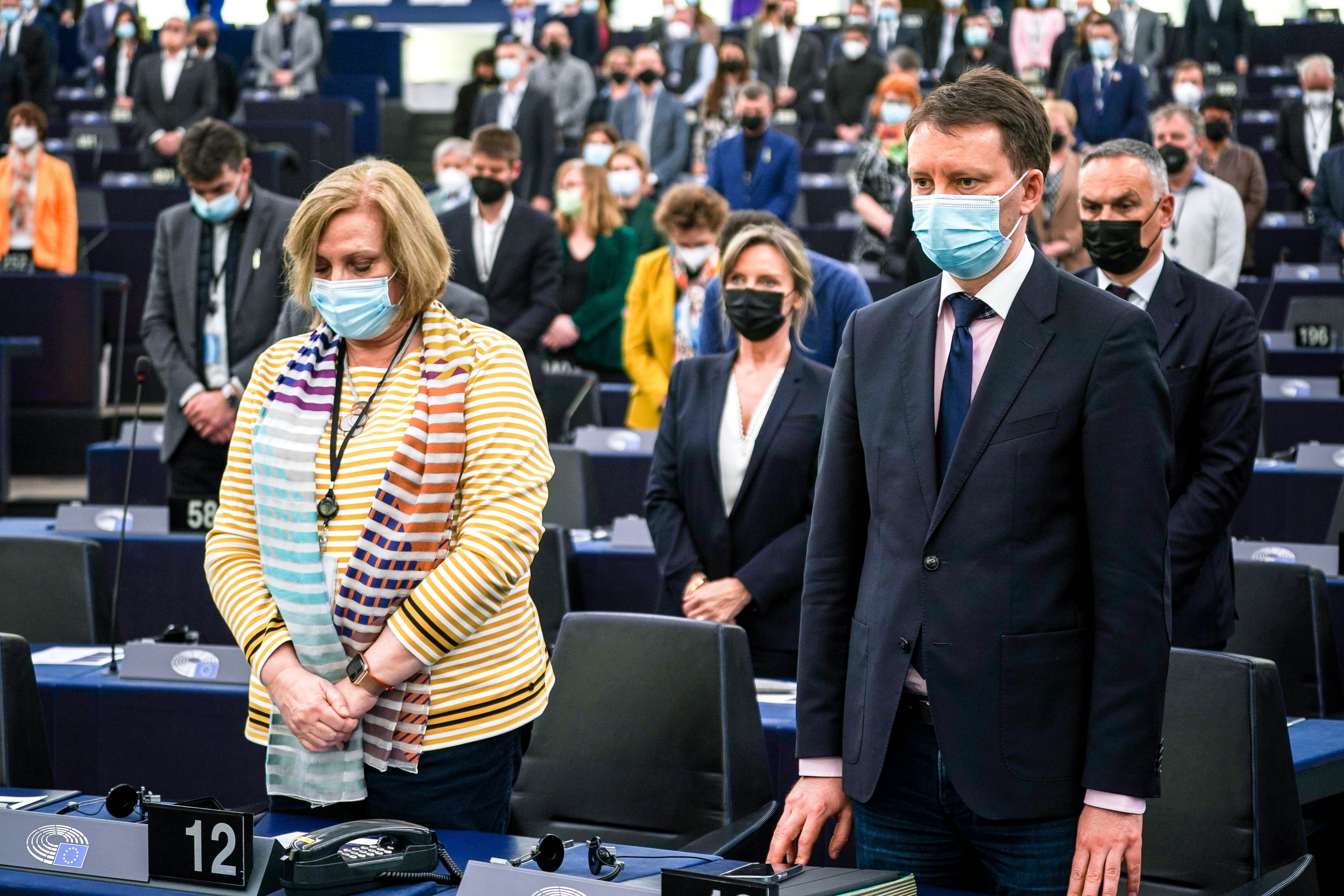
Parlamentul European ține un minut de reculegere pentru victimele războiului din Ucraina, menționând în special masacrul de la Bucea, 4 aprilie 2022

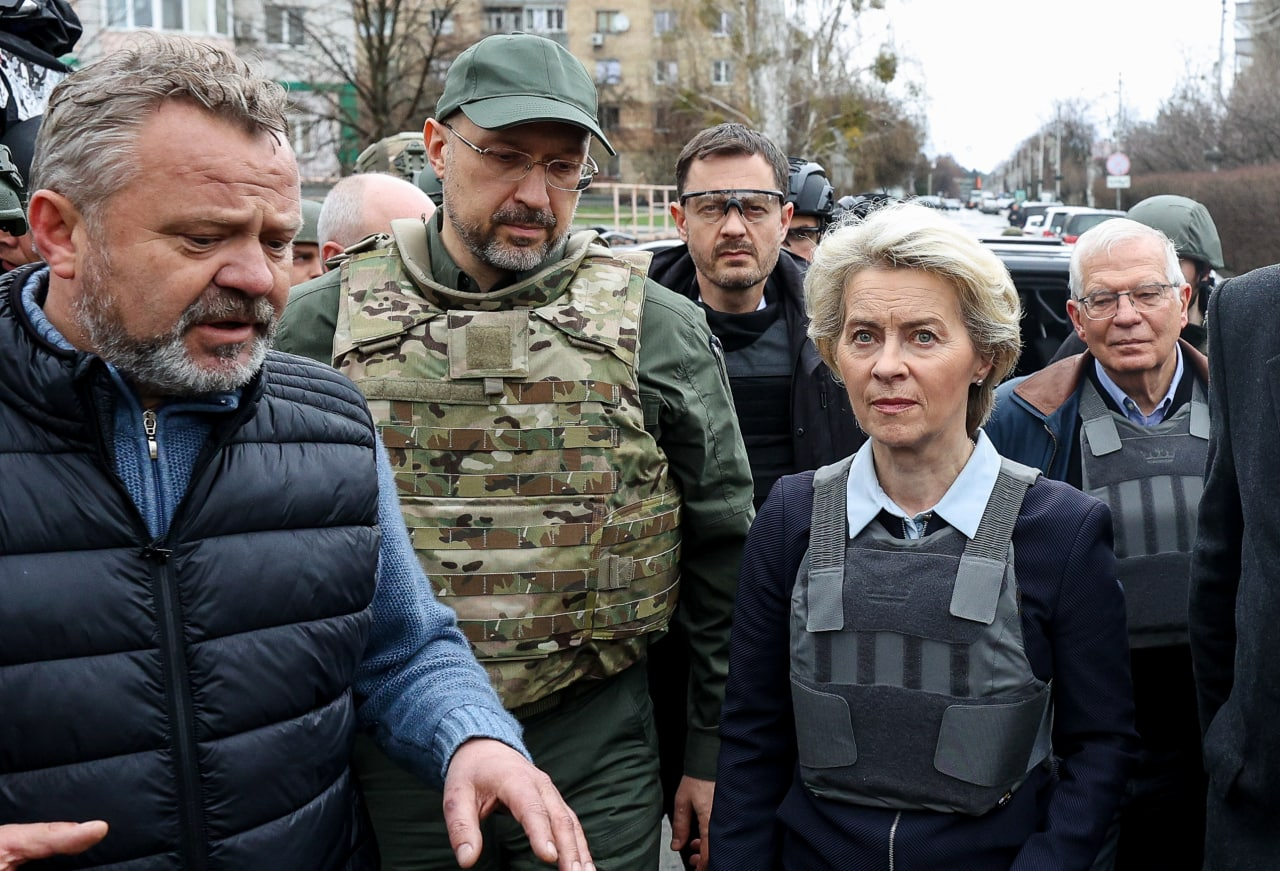
Președintele Uniunii Europene Ursula von der Leyen și alți oficiali UE și ucraineni în vizită la Bucea după masacru, 8 aprilie 2022

Masacrul a fost condamnat de președintele Consiliului European, Charles Michel, care s-a declarat „șocat de imaginile obsedante ale atrocităților comise de [armata] rusă la Kiev” și a promis că UE va sprijini Ucraina și grupurile pentru drepturile omului în colectarea de dovezi pentru a fi folosite în instanțele internaționale. Secretarul general al NATO, Jens Stoltenberg, și-a exprimat în mod similar oroarea față de țintirea civililor.
Secretarul general al Organizației Națiunilor Unite, António Guterres, s-a declarat șocat de aceste imagini și a solicitat o anchetă independentă care să asigure răspunderea. Consiliul de Securitate al ONU s-a reunit la 5 aprilie pentru a discuta situația, inclusiv un discurs video din partea președintelui Zelenskyi.
La 7 aprilie, Statele Unite au inițiat o rezoluție în cadrul sesiunii speciale de urgență a Adunării Generale a ONUpentru suspendarea Rusiei din Consiliul pentru Drepturile Omului, principalul organism al ONU pentru drepturile omului. Rezoluția a fost adoptată, 93 de țări votând pentru propunere, 24 împotrivă și 58 abținându-se. Rusia este a doua țară căreia i se revocă drepturile de membru al Consiliului, după Libia în 2011, și singurul membru permanent al Consiliului de Securitate căruia i se revocă drepturile.
Miniștrii de externe din G7 au emis o declarație comună de condamnare a „atrocităților” comise de Rusia la Bucea și în alte părți ale Ucrainei.
Președintele Comisiei Europene, Ursula von der Leyen, a vizitat Bucea pe 8 aprilie, a văzut gropile comune și a descris masacrul ca fiind „fața crudă a armatei lui Putin”. Von der Leyen a vizitat ulterior Kievul și s-a întâlnit cu Zelenski, prezentându-i acestuia documente pentru a începe procesul de aderare a Ucrainei la Uniunea Europeană și oferindu-se să grăbească aplicarea Ucrainei.

### Alte țări
Liderii țărilor europene vecine au condamnat atacul și au solicitat anchetarea atrocităților. Prim-ministrul estonian Kaja Kallas a comparat imaginile evenimentului cu cele ale crimelor în masă comise de Uniunea Sovietică și Germania Nazistă și a cerut ca detaliile să fie colectate și autorii să fie aduși în fața justiției, în timp ce prim-ministrul slovac Eduard Heger⁠(d) a comparat masacrul cu „apocalipsa războiului din fosta Iugoslavie”. Președinta Republicii Moldova, Maia Sandu, a calificat evenimentul drept „crimă împotriva umanității” și a declarat ziua de 4 aprilie 2022 zi de doliu național în memoria tuturor ucrainenilor uciși în Războiul Ruso-Ucrainean. Printre vecinii Ucrainei și ai Rusiei, astfel de condamnări au fost exprimate și de lideri politici din Finlanda, Lituania, Polonia, și Turcia.
Aceste evenimente au determinat numeroase state membre ale Uniunii Europene – inclusiv Danemarca, Estonia, Franța, Germania, Grecia, Italia, Letonia, Lituania, Portugalia, România, Slovenia, Spania și Suedia - să dispună expulzarea a peste 200 de diplomați ruși din țările lor. Astfel de expulzări au fost efectuate și de Japonia.
Presa de stat chineză a susținut că Ucraina a înscenat incidentul, a repetat afirmațiile Rusiei cu privire la responsabilitate și a susținut că Statele Unite sunt responsabile pentru război. Reprezentanții Chinei și Indiei în Consiliul de Securitate al ONU au descris rapoartele ca fiind „profund îngrijorătoare” și au susținut apelurile pentru investigații internaționale. În China, astfel de reacții au fost reluate și în cadrul unei conferințe de presă a Ministerului Afacerilor Externe, deși vina pentru incident nu a fost atribuită în mod direct niciunuia dintre actorii implicați. Acest refuz de a atribui vina a fost urmat de repetarea în mass-media chineză de stat a afirmațiilor rusești care contestau veridicitatea evenimentelor. Aliatul lui Putin, președintele bielorus Alexander Lukașenko, a calificat, de asemenea, masacrul de la Bucea drept un „atac sub steag fals” și o „«operațiune psihologică» orchestrată de agenți britanici pentru a introduce noi sancțiuni împotriva Rusiei” și i-ar fi dat lui Putin documente referitoare la aceste acuzații. Ziarul cubanez de stat Granma a susținut, de asemenea, că incidentul a fost înscenat, raportând că imaginile de la Bucea „distorsionează realitatea și oferă lumii o versiune ireală a ceea ce s-a întâmplat, după abandonarea trupelor ruse”, în timp ce Telesur⁠(d), deținut și operat de guvernele Cubei, Nicaraguei și Venezuelei, a descris masacrul drept „o știre falsă”.
Președintele american Joe Biden a cerut ca Putin să fie judecat pentru crime de război. Biden a declarat, de asemenea, că susține sancțiuni suplimentare împotriva Rusiei. Un sentiment similar a fost împărtășit de premierul britanic Boris Johnson, care a declarat că sancțiunile economice împotriva Rusiei și sprijinul militar pentru Ucraina vor fi intensificate ca urmare.
Președintele francez Emmanuel Macron a calificat acțiunile armatei ruse drept crime de război și a afirmat că sunt necesare noi sancțiuni ca răspuns. Ulterior, Uniunea Europeană a anunțat sancțiuni suplimentare împotriva Rusiei, inclusiv o interdicție privind importurile de cărbune, lemn, cauciuc, ciment, îngrășăminte și alte produse din Rusia. Se preconiza că interdicția privind importurile de cărbune va costa Rusia 8 miliarde EUR anual. Sancțiunile suplimentare au inclus, de asemenea, interdicții de export de echipamente și tehnologii din Europa. Anunțând sancțiunile, vicepreședintele Comisiei Europene, Josep Borrell, a declarat că acestea au fost adoptate „ca urmare a atrocităților comise de forțele armate ruse la Bucea”.

## Răspuns și negare din partea Rusiei

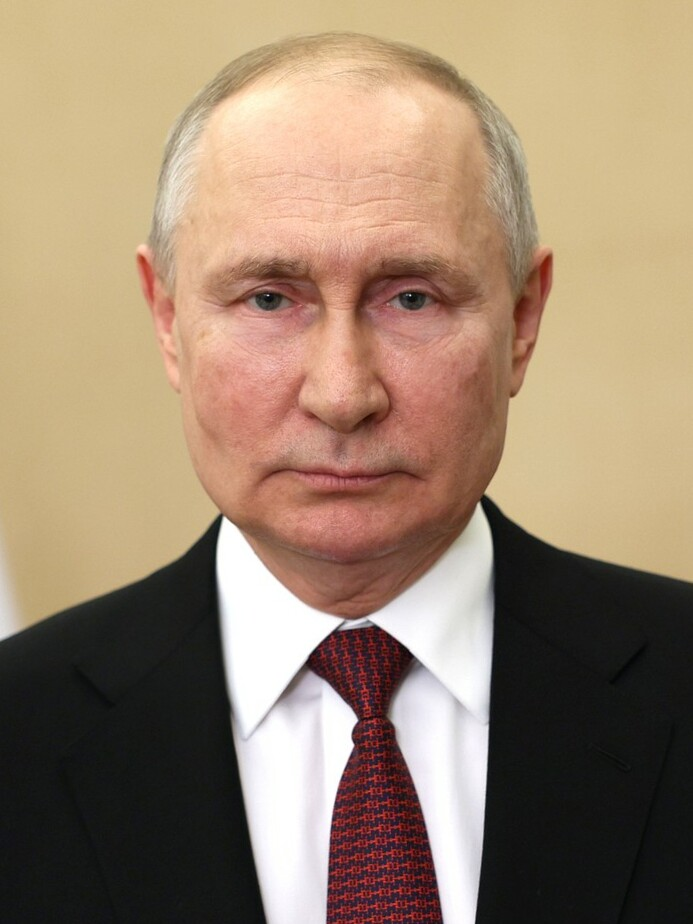
Președintele rus Vladimir Putin a negat că trupele ruse ar fi responsabile pentru masacrul civililor din Bucea.

Ministrul rus de externe, Serghei Lavrov, a calificat masacrul drept un „atac fals” folosit împotriva Rusiei, susținând că a fost înscenat. El a declarat că forțele ruse au părăsit Bucea la 30 martie, în timp ce dovezile crimelor au apărut, potrivit lui, patru zile mai târziu, în urma sosirii la Bucea a serviciului de securitate ucrainean, și a susținut că, la 31 martie, primarul orașului Bucea, Anatoli Fedoruk, a difuzat un mesaj video în care declara că armata rusă a părăsit orașul, fără a menționa localnici împușcați pe străzi. Associated Press a raportat că primarul Fedoruk a dat relatarea sa despre „cadavrele care se îngrămădesc în Bucea” la 7 martie.
La 4 aprilie, la Organizația Națiunilor Unite, reprezentantul rus Vasili Nebenzya⁠(d), a declarat că cadavrele din înregistrările video nu se aflau acolo înainte ca forțele ruse să se retragă din Bucea, ceea ce a fost contrazis de imaginile din satelit care arătau că cadavrele se aflau acolo încă din 19 martie; poziția cadavrelor din imaginile din satelit se potrivea cu fotografiile făcute de smartphone la începutul lunii aprilie. El a declarat că mass-media occidentală „a suprimat toate faptele și dovezile obiective și a difuzat în schimb falsuri flagrante” și că raportul publicat de The Guardian a demonstrat că armata ucraineană a fost responsabilă pentru omoruri.
Afirmațiile rușilor potrivit cărora cadavrele ar fi fost „înscenate” de partea ucraineană după retragerea trupelor ruse au fost contrazise de imaginile din satelit de la jumătatea lunii martie, furnizate de Maxar Technologies publicației The New York Times. Imaginile de pe strada Yablonska arată cel puțin 11 „obiecte întunecate de dimensiuni similare unui corp uman” care apar între 9 și 11 martie. Acestea au apărut exact în aceleași poziții ca și corpurile filmate ulterior de un membru al consiliului local la 1 aprilie, după ce forțele ucrainene au recucerit orașul. O înregistrare video de pe aceeași stradă arată trei corpuri, lângă biciclete și mașini abandonate, care au apărut pentru prima dată între 20 și 21 martie, conform imaginilor din satelit. The Times a concluzionat, la 4 aprilie, că „mulți dintre civili au fost uciși cu mai mult de trei săptămâni în urmă, când armata rusă controla orașul” și că imaginile infirmă afirmațiile contrare ale Rusiei. BBC News a ajuns la aceeași concluzie. Imaginile din satelit au arătat, de asemenea, primele semne de săpături pentru o groapă comună în Bucea la 10 martie. Până la 31 martie, acesta fusese extins într-un „șanț lung de aproximativ 14 m [45 picioare] în secțiunea de sud-vest a zonei din apropierea bisericii”.
Canalul Telegram al Ministerului rus al Apărării a repostat un raport care afirmă că forțele ruse nu au vizat civili în timpul bătăliei. Potrivit declarației, un masacru nu ar fi putut fi acoperit de armata rusă, iar groapa comună din oraș era plină de victime ale loviturilor aeriene ucrainene. Ministerul a declarat că a analizat o înregistrare video care pretinde că arată cadavrele civililor morți în Bucea și a afirmat că cadavrele filmate erau în mișcare. Această afirmație a fost investigată de Departamentul de la Moscova al BBC, care a concluzionat că nu există nicio dovadă că videoclipul ar fi fost înscenat.
Grupul de jurnalism de investigație Bellingcat⁠(d), cu sediul în Țările de Jos, a citat în mod favorabil relatarea BBC și a pus sub semnul întrebării cronologia prezentată de sursele guvernamentale ruse. În special, jurnalistul și fondatorul Bellingcat, Eliot Higgins⁠(d), a observat că atât postul de presă rusesc TV Zvezda, cât și secretarul Consiliului Municipal Bucea, Taras Shapravsky, au raportat că forțele ruse erau încă prezente în Bucea cel puțin până la 1 aprilie.
O altă încercare de a descrie incidentul ca fiind un fals a fost difuzată pe canalul de televiziune de stat rus Rusia-24, folosind o înregistrare video care, potrivit canalului, arăta ucraineni aranjând manechine pentru a „înscena” masacrul de la Bucea. Imaginile au fost rapid identificate ca provenind de la un televizor filmat în Sankt Petersburg. Lucrătorii emisiunii de televiziune au confirmat că înregistrarea video provenea de la o emisiune de televiziune rusă. În mod similar, o înregistrare video care arăta soldați ucraineni trăgând cadavre cu ajutorul unor cabluri în Bucea a fost distribuită pe scară largă pe rețelele de socializare proruse, presupunându-se că dovedește că scena a fost înscenată. Proveniența înregistrării video este Associated Press; raportul său explică faptul că utilizarea cablurilor s-a datorat îngrijorării că cadavrele ar putea fi capcană.
Președintele Putin și președintele bielorus Lukașenko au calificat uciderea în masă a civililor din Bucea drept „falsă”.
Profesorul asociat de la Universitatea Lund, Tomas Sniegon, scriind pentru The Conversation, a descris abordarea Rusiei față de Bucea ca fiind similară cu negarea de către Uniunea Sovietică a masacrului de la Katyn, unde trupele sovietice au acoperit execuția a mii de polonezi, insistând că masacrul a fost făcut de Wehrmacht. Comparații între cele două evenimente au fost făcute și de The Asahi Shimbun⁠(d) și prim-ministrul Sloveniei Janez Janša.

### Cenzura in Rusia
Jurnalistul rus Ilya Krasilshchik⁠(ru)[traduceți], fost editor al site-ului independent de știri Meduza, a fost acuzat în temeiul legilor ruse din 2022 privind cenzura de război pentru că a condamnat armata rusă pentru masacrul de la Bucea. În iunie 2023, el a fost condamnat în contumacie la 8 ani de închisoare.
Prezentatorul de televiziune și cântărețul rus Maxim Galkin a acuzat autoritățile ruse de ipocrizie și minciuni cu privire la crimele de război comise de soldații ruși în Bucea.
La 9 decembrie 2022, un tribunal din Moscova l-a condamnat pe politicianul rus de opoziție Ilya Yashin⁠(d) la opt ani și șase luni de închisoare pentru declarațiile sale cu privire la circumstanțele crimelor din Bucea, sub acuzația de „răspândire de informații false” despre forțele armate. Yashin a condamnat crimele și a declarat că forțele ruse din Ucraina au fost responsabile pentru masacru. Pedeapsa sa a fost cea mai dură dată în temeiul noilor legi care incriminează răspândirea de informații „false” despre forțele armate.
Autoritățile ruse au deschis un dosar penal împotriva jurnalistei ruso-americane Masha Gessen⁠(d) sub acuzația de răspândire de „informații false” despre acțiunile armatei ruse în Ucraina. Gessen a fost acuzată de răspândirea de „informații false” după ce a vorbit despre masacrul de la Bucea în timpul unui interviu cu jurnalistul rus Yury Dud⁠(d).
La 6 martie 2024, jurnalistul rus Roman Ivanov a fost condamnat la 7 ani de închisoare pentru postări pe rețelele de socializare despre masacrul de la Bucea și alte crime de război ale armatei ruse. În aprilie 2024, jurnalistul Forbes Rusia Serghei Mingazov a fost arestat pentru „repostarea unei publicații despre evenimentele din Bucea” pe Telegram.
La 5 iunie 2024, Tribunalul districtual Ostankinsky a condamnat-o pe streamerul rus Anna Bazhutova⁠(d) la cinci ani și jumătate de închisoare sub acuzația de răspândire de „informații false” despre armata rusă. Bazhutova a făcut un stream live pe Twitch care includea mărturii ale masacrului și ale locuitorilor în aprilie 2022.

### Comentarii pe rețelele sociale

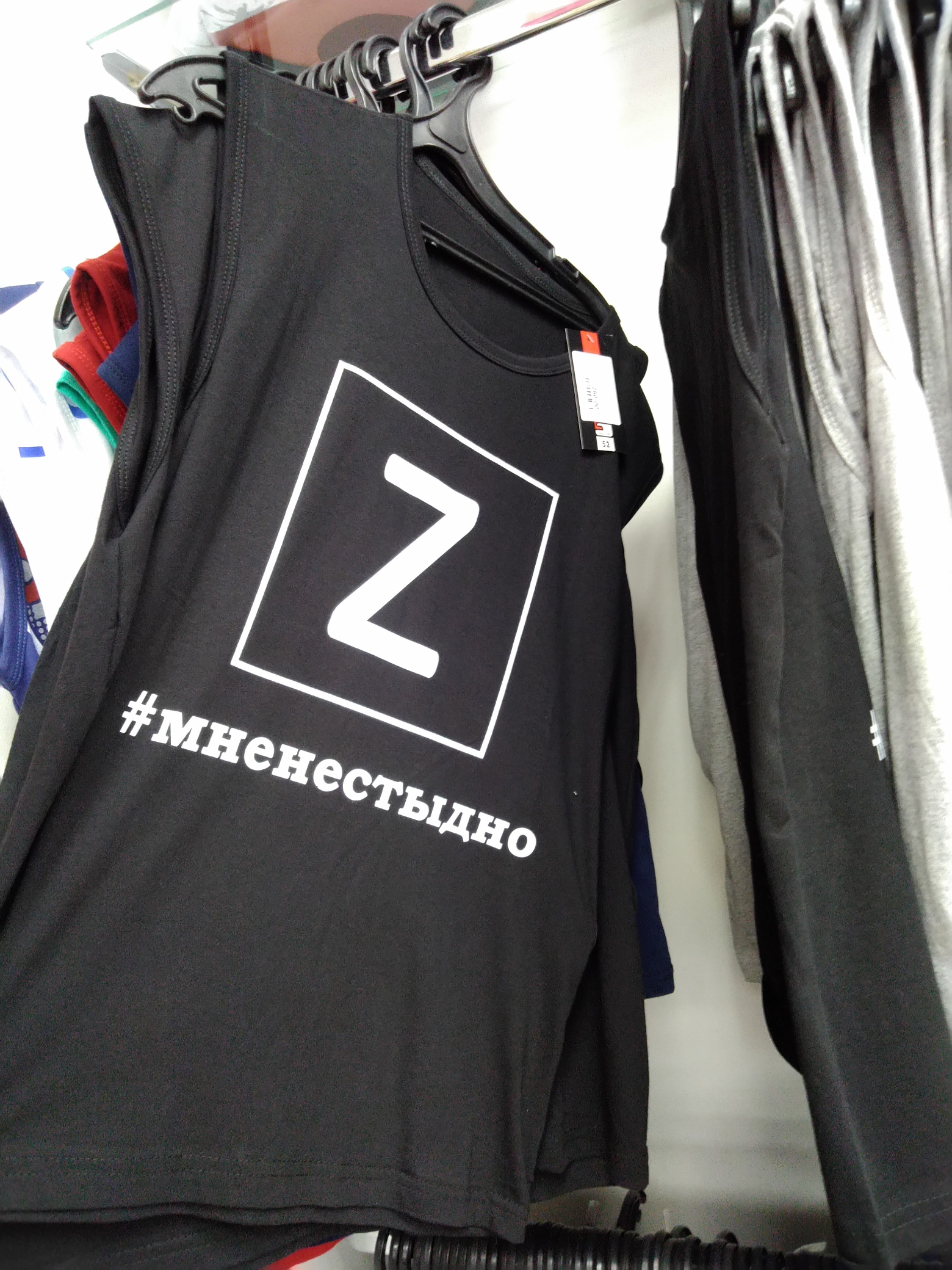
Un tricou cu un simbol în formă de Z pe care scrie „Nu mi-e rușine” (în #мненестыдно)

O analiză a trei canale Telegram naționaliste rusești, cu zeci de mii de abonați care au răspuns la vestea masacrului, a raportat că 144 de comentarii - aproape jumătate - din cele făcute în primele 48 de ore au cerut ca forțele ruse să acționeze și mai violent. Multe dintre comentarii au inclus apeluri motivate etnic la violență împotriva ucrainenilor, multe dintre acestea susținând genocidul. Potrivit studiului, „mesajele combinau referințe religioase cu homofobie extremă, rasism deschis, apeluri la violență și descrieri ale ucrainenilor ca fiind bolnavi”. Între momentul în care a apărut vestea masacrului și sfârșitul lunii aprilie, comentariile de pe canalele naționaliste Telegram au devenit și mai extreme în ceea ce privește apelurile la mai multă violență sadică din partea trupelor ruse, inclusiv îndemnuri la viol în masă, prostituarea prizonierilor de război ucraineni și uciderea în masă. Populara „activistă-jurnalistă” rusă născută în Odesa și moderatoare a unuia dintre canale, Yuliya Vityazeva, i-a comparat pe apărătorii ucraineni din Mariupol cu „gândaci” și a afirmat că gazarea lor nu era necesară, deoarece existau modalități „mai simple și mai ieftine” de a-i ucide, un tip de comentariu care seamănă cu narațiunile observate în perioada premergătoare genocidului rwandez.
Canalele Telegram au fost, de asemenea, folosite pentru a vinde tricouri cu literele „V” și „Z” și sloganul „Măcel în Bucea: Putem să o facem din nou”.